# Lưu Tống Văn Đế
Lưu Tống Văn Đế (chữ Hán: 劉宋文帝; 407–453), tên húy là Lưu Nghĩa Long (giản thể: 刘义隆; phồn thể: 劉義隆; bính âm: Liú Yìlóng), tiểu tự Xa Nhi (車兒), là một hoàng đế của triều Lưu Tống thời Nam-Bắc triều. Ông là con trai thứ ba của hoàng đế sáng lập nên triều đại là Vũ Đế Lưu Dụ. Sau cái chết của phụ hoàng vào năm 422, huynh trưởng của Lưu Nghĩa Long là Lưu Nghĩa Phù kế vị, tức Thiếu Đế. Năm 424, một nhóm đại thần cho rằng Thiếu Đế không đủ năng lực để làm hoàng đế nên phế Thiếu Đế rồi lập Lưu Nghĩa Long làm hoàng đế.
Trong 29 năm trị vì, Văn Đế phần lớn vẫn tiếp tục các kế hoạch lớn của cha và một số chính sách điền địa của nhà Tấn. Thời kỳ này được gọi là Nguyên Gia chi trị (元嘉之治), và được coi là một thời kỳ phồn vinh và hùng mạnh, Văn Đế rất cố gắng tìm những người có năng lực và trung thực để phục vụ trong chính quyền của ông. Tuy nhiên, Văn Đế không thành công trong các cuộc tấn công chống lại Bắc Ngụy do sai lầm về chiến thuật, điều này khiến cho Lưu Tống trở nên suy yếu trong cuối thời gian trị vì của ông. Năm 453, tức giận trước việc Thái tử Lưu Thiệu dùng yêu thuật để yểm bùa phụ hoàng, Văn Đế lên kế hoạch phế truất Lưu Thiệu; khi kế hoạch bị lộ, Lưu Thiệu tiến hành chính biến và ám sát phụ hoàng rồi lên ngôi hoàng đế.

## Trước khi trở thành hoàng đế
Lưu Nghĩa Long sinh năm Nghĩa Hi thứ 3 (407) tại Kinh Khẩu (京口, nay thuộc Trấn Giang, Giang Tô), ông là con trai thứ ba của Lưu Dụ, mẹ của ông là Hồ Đạo An (胡道安). Đương thời, Lưu Dụ là một tướng lĩnh tối cao của triều Đông Tấn. Ông được mô tả là dài 7 thước 5 tấc. Năm Nghĩa Hy thứ 5 (409), Lưu Dụ ban chết cho Hồ Đạo An. Bà ngoại của Lưu Nghĩa Long là Tô phu nhân trở thành người dạy dỗ ông, ông đặc biệt gần gũi với bà ngoại khi lớn lên.
Năm 410, khi quân phiệt Lư Tuần tấn công kinh thành Kiến Khang của Đông Tấn, Lưu Dụ lệnh cho thuộc hạ là Tư nghị tham quân Lưu Túy (劉粹) phụ Lưu Nghĩa Long trấn thủ Kinh Khẩu. Năm Nghĩa Hi thứ 11 (415), Lưu Nghĩa Long được phong làm Bành Thành huyện công.
Xuân năm Đinh Tị (417), Thái úy Lưu Dụ dẫn thủy quân dời Bành Thành tấn công Hậu Tần, Lưu Dụ để Lưu Nghĩa Long [với sự hỗ trợ của thuộc hạ] ở trấn thủ Bành Thành, hạ chiếu cho Lưu Nghĩa Long làm Giám Từ-Duyện-Thanh-Ký tứ châu chư quân sự, Từ châu(徐州, nay là bắc bộ Giang Tô và An Huy) thứ sử, bảo vệ hậu phương cho Lưu Dụ.
Xuân năm Mậu Ngọ 418, sau khi chinh phục được Hậu Tần, Lưu Dụ muốn cho Lưu Nghĩa Phù trấn thủ nơi trọng yếu là Kinh châu (荊州, nay là Hồ Bắc và Hồ Nam) và cho Lưu Nghĩa Long làm Ty châu thứ sử, trấn thủ Lạc Dương, song do Trung quân tư nghị Trương Thiệu can gián nên Lưu Dụ cho Lưu Nghĩa Long làm Đô đốc Kinh-Ích Ninh-Ung-Lương-Tần lục châu chư quân sự, Tây trung lang tướng, Kinh châu thứ sử. Những người phụ tá cho Lưu Nghĩa Long bao gồm Đáo Ngạn Chi (到彥之), Trương Thiệu (張邵), Vương Đàm Thủ (王曇首), Vương Hoa (王華), và Thẩm Lâm Tử (沈林子), trong đó Trương Thiệu là người quyết định mọi phủ sự do Lưu Nghĩa Long còn nhỏ tuổi.
Năm Canh Thân (420), Lưu Dụ soán Đông Tấn, lập ra triều Lưu Tống, tức Lưu Tống Vũ Đế Lưu Nghĩa Long được phong làm Nghi Đô vương, thực ấp 3000 hộ, tiến hiệu Trấn Tây tướng quân. Trong khoảng thời gian này, ông chăm chỉ học tập kinh sử, giỏi lệ thư.
Lưu Tống Vũ Đế mất năm 422, Thái tử Lưu Nghĩa Phù kế vị, tức là Lưu Tống Thiếu Đế. Năm 424, cho rằng Thiếu Đế phù phiếm bất tài, các đại thần như Từ Tiện Chi (徐羨之), Phó Lượng (傅亮), và Tạ Hối (謝晦) tiến hành chính biến phế truất Thiếu Đế [trước đó họ cũng khiến cho người con trai thứ hai của Vũ Đế là Lư Lăng vương Lưu Nghĩa Chân (劉義真) bị giết]. Các đại thần này cho rằng Lưu Nghĩa Long có tiếng tốt, có nhiều điềm lành nên nhân danh Thái hậu phế Thiếu Đế cho Lưu Nghĩa Long kế thừa đại thống. Phó Lượng cùng một số bá quan khác đến đại bản doanh của Lưu Nghĩa Long tại Giang Lăng. Chư tướng của Lưu Nghĩa Long sau khi biết tin Thiếu Đế và Lưu Nghĩa Chân bị giết thì phần lớn đều nghi ngờ và đề nghị Lưu Nghĩa Long không đông hạ [đến kinh thành Kiến Khang] để lên ngôi. Tuy nhiên, Tư mã Vương Hoa chỉ ra rằng những người lãnh đạo cuộc chính biến là một tập thể lãnh đạo, và cán cân quyền lực sẽ đảm bảo rằng họ không thể phản nghịch. Vương Đàm Thủ và Đáo Ngạn Chi cũng đồng ý, vì thế Lưu Nghĩa Long quyết định chấp thuận. Ngày Giáp Tuất (15) tháng 7 (25 tháng 8), Lưu Nghĩa Long dời Giang Lăng. Ngày Bính Thân (8) tháng 8 (16 tháng 9), Lưu Nghĩa Long đến Kiến Khang, quần thần nghênh bái ở tân đình. Ngày Đinh Dậu (9) tháng 8 (17 tháng 9), Lưu Nghĩa Long đến Sơ Ninh lăng rồi trở về Trung đường, bá quan dâng tỉ, Lưu Nghĩa Long từ chối bốn lần theo nghi lễ rồi mới tức hoàng đế vị.

## Thời kỳ đầu trị vì
Ban đầu, Văn Đế làm yên lòng các đại thần tham gia vào việc phế truất Thiếu Đế [Từ Tiện Chi, Phó Lượng, Tạ Hối, Vương Hoằng và Đàn Đạo Tế] bằng cách ban thêm cho họ nhiều quyền lực và còn phong cho chức quan cao hơn. Ông ban đầu để Từ Tiện Chi và Phó Lượng nắm hầu hết các công việc của đất nước, song làm quen dần với các công việc này. Ông cũng ám chỉ rằng mình không chấp thuận các hành động của các đại thần này bằng cách triệu hồi thê tử và mẹ của Thiếu Đế và Lưu Nghĩa Chân đến kinh thành và đối i tốt với họ. Ông truy tôn cho mẹ của mình là Chương hoàng hậu, và lập chính thất Viên Tề Quy làm hoàng hậu.
Năm 425, Từ Tiện Chi và Phó Lượng đề nghị từ nhiệm, Văn Đế chấp thuận và bắt đầu tự mình xử lý các vấn đề quan trọng của đất nước. Tuy nhiên, cháu trai của Từ Tiện Chi là Từ Bội Chi (徐佩之) cùng thuộc hạ Vương Thiều Chi (王韶之) thuyết phục ông ta rằng không cần phải từ nhiệm, và do đó Từ Tiện Chi lấy lại chức vụ của mình. (Mặc dù không được mô tả rõ ràng trong sử sách, song Phó Lượng sau đó cũng làm như vậy.) Tuy nhiên, Văn Đế do phẫn uất trước việc Từ Tiện Chi và Phó Lượng sát hại hai huynh trưởng của mình, nên vào cuối năm 425 lên kế hoạch tiêu diệt họ, đặc biệt là do sự thúc giục của Vương Hoa và tướng Khổng Ninh Tử (孔寧子). Do đó, ông huy động quân lính và công khai tuyên bố rằng mình sẽ tiến đánh Bắc Ngụy, song lại bí mật chuẩn bị bắt giữ Từ Tiện Chi và Phó Lương và mở chiến dịch chống lại Tạ Hối (đang là thứ sử Kinh Châu). Đến mùa xuân năm 426, tin đồn về kế hoạch bị rò rỉ, vì thế Tạ Hối bắt đầu chuẩn bị cho cuộc kháng chiến vũ trang. Ngay sau đó, Văn Đế công khai ban hành một chiếu chỉ ra lệnh rằng phải bắt giữ và giết chết Từ Tiện Chi, Phó Lượng và Tạ Hối; và ban hành một chiếu chỉ riêng biệt triệu tập Từ và Phó vào cung.
Cho rằng Vương Hoằng và Đàn Đạo Tế không tham gia vào âm mưu chống lại Thiếu Đế ngay từ ban đầu, Văn Đế triệu hồi cả hai vào kinh và ban quân cho Đàn Đạo Tế để đi đánh Tạ Hối và cho Vương Hoằng quản lý triều đình. Trong khi đó, Tạ Hối công khai than khóc cho Từ và Phó và tuyên bố tất cả những gì họ làm là vì Lưu Tống, đổ tội rằng Vương Hoằng, Vương Đàm Thủ và Vương Hoa vu cáo họ, và yêu cầu hành hình ba người này. Tạ Hối có một đội quân hùng mạnh, song thứ sử các châu khác từ chối tham gia nổi dậy cùng Tạ. Tạ Hối ban đầu có thể đánh bại được quân của Đáo Ngạn Chi, song khi Đàn Đạo Tế đến, Tạ Hối lo sợ và không biết phải làm gì. Đàn Đạo Tế nhanh chóng tấn công và đánh bại quân của Tạ Hối, Tạ Hối phải chạy về Giang Lăng, và sau đó cùng đệ là Tạ Độn (謝遯) chạy trốn, song do Tạ Độn quá béo nên không thể cưỡi ngựa, vì thế họ không thể chạy nhanh và bị bắt. Tạ Hối sau đó bị giải đến Kiến Khang và bị hành quyết cùng với Tạ Tước (謝嚼) và Tạ Độn, cũng như tất cả các cháu trai và các cộng sự chính, song cũng có nhiều cộng sự của Tạ Hối được tha tội.
Văn Đế được người đời biết đến vì tính mẫn cán trong quản lý đất nước, lối sống thanh đạm, cũng như sự quan tâm của ông dành cho phúc lợi của bá tính. Văn Đế lập một hệ thống mà trong đó các quan chức cả ở kinh thành và các châu đều có nhiệm kỳ tương đối dài, song theo dõi cẩn thận tiến triển công việc của họ. Văn Đế đặc biệt chú ý tới khả năng quản lý của các hoàng đệ, chỉ bảo nhiều cho họ và bồi dưỡng kinh nghiệm thích hợp cho họ. Một trong số các em trai ông là Bành Thành vương Lưu Nghĩa Khang nhanh chóng trở nên nổi danh khi quản lý Kinh Châu một cách khôn khéo (là người thay thế Tạ Hối). Đến năm 428, Vương Hoằng do lo sợ trước viễn cảnh bị tấn công vì giữ chức cao nhất trong triều đình quá lâu, nên đề xuất từ nhiệm và nhường vị trí của mình cho Lưu Nghĩa Khang. Lúc này, Văn Đế từ chối, song cũng chuyển hầu hết thẩm quyền của Vương Hoằng cho Lưu Nghĩa Khang vào năm 429. Cũng trong năm 429, Văn Đế lập người con trai cả với Hoàng hậu là Lưu Thiệu làm thái tử. Cùng năm, Tô thị qua đời, và ông thương tiếc bà rất nhiều, muốn truy tôn tước hiệu cho bà, song do phản đối của trọng thành Ân Cảnh Nhân (殷景仁) nên Văn Đế không làm như vậy.
Khoảng thời gian này, Văn Đế cũng bắt đầu chuẩn bị một chiến dịch chống lại kình địch Bắc Ngụy, tìm cách lấy lại một số châu bị mất cho Bắc Ngụy trong thời gian trị vì của Thiếu Đế. Vào mùa xuân năm 430, Văn Đế lệnh cho Đáo Ngạn Chi dẫn theo 5 vạn quân đi đánh Bắc Ngụy. Bắc Ngụy Thái Vũ Đế khi được thông báo rằng Văn Đế chỉ muốn lấy lại quyền kiểm soát các châu ở phía nam của Hoàng Hà, tức Hà Nam, đáp lại một cách giận dữ rằng ông ta sẽ rút quân song sẽ trở lại vào mùa đông khi Hoàng Hà bị đóng băng, và ông ta cho rút quân từ bờ nam sang bờ bắc, cho phép Lưu Tống khôi phục được quyền kiểm soát với bốn thành trọng yếu là Lạc Dương, Hổ Lao, Hoạt Đài (滑台, nay thuộc An Dương, Hồ Nam), và Nghiêu Ngao (碻磝, nay thuộc Liêu Thành, Sơn Đông) mà không cần phải đánh một trận nào. Thay vì tiến xa hơn về phía bắc để chống lại Bắc Ngụy, Văn Đế dừng lại, và trải lực lượng mình ra để phòng thủ Hoàng Hà, thậm chí ngay cả khi liên minh với hoàng đế Hách Liên Định của nước Hồ Hạ để chinh phục và phân chia Bắc Ngụy. Do quân của Văn Đế không có động tĩnh gì, Thái Vũ Đế của Bắc Ngụy có thể tiến đánh Hách Liên Định và gây thiệt hại nặng nề cho Hồ Hạ (nước này bị tiêu diệt vào năm 431), trong khi đó các tướng Bắc Ngụy chuẩn bị phản công ngay cả khi Thái Vũ Đế vắng mặt. Đến mùa đông năm 430, tướng Đỗ Ký (杜驥) của Lưu Tống không thể bảo vệ được Lạc Dương nên bỏ thành. Hổ Lao cũng sớm thất thủ. Khi hay tin, Đáo Ngạn Chi rút lui, chỉ để lại tướng Chu Tu Chi (朱脩之) trấn thủ Hoạt Đài. Mùa xuân năm 431, Văn Đế cử Đàn Đạo Tế tiến về phía bắc để cố giải vây cho Chu tại Hoạt Đài, song do quân Bắc Ngụy cắt đứt đường tiếp tế của Đàn Đạo Tế, Đàn không thể tiếp cận Hoạt Đài và buộc phải rút lui. Chu Tu Chi không có cứu viện, bị bắt sau khi Hoạt Đài thất thủ. Nỗ lực đầu tiên của Văn Đế nhằm lấy lại các châu phía nam Hoàng Hà thất bại.
Năm 432, Vương Hoằng qua đời, và Lưu Nghĩa Khang trở thành người duy nhất đứng đầu triều đình sau thời điểm này.
Cũng trong năm 432, căm giận trước sự cai trị tồi của Lưu Đạo Tế (劉道濟), thứ sử Ích châu (益州, nay là Tứ Xuyên và Trùng Khánh), người dân Ích châu nổi dậy, dưới sự chỉ huy của Hứa Mục Chi (許穆之), người đổi tên thành Tư Mã Phi Long (司馬飛龍) và tự tuyên bố là một hậu duệ của hoàng tộc nhà Tấn. Lưu Nghĩa Khang nhanh chóng đánh bại và giết chết Tư Mã Phi Long, song một sư tăng tên là Trình Đạo Dưỡng (程道養) ngay sau đó nổi dậy và đe dọa thủ phủ Thành Đô của Ích châu, và mặc dù tướng Bùi Phương Minh (裴方明) có thể bao vây quân nổi loạn, Trình vẫn còn là một mối đe dọa trong vài năm, ông ta tự xưng tước hiệu là Thục vương. Trong khi chiến dịch đang được tiến hành, Dương Nan Đương (楊難當) người cai trị của Cừu Trì [một nước chư hầu trên danh nghĩa của cả Lưu Tống và Bắc Ngụy], cũng tấn công và chiếm giữ Lương châu (梁州, nay là nam bộ Thiểm Tây) vào năm 433.

## Thời kỳ trị vì giữa
Mùa xuân năm 434, tướng Lưu Tống là Tiêu Tư Thoại (蕭思話) có thể đánh bại quân của Dương Nan Đương và tái chiếm Lương châu. Ngay sau đó, Dương Nan Đương bày tỏ tạ lỗi, và cũng do không sẵn lòng để mất đi một đồng minh tiềm tàng trong việc chống lại Bắc Ngụy, Văn Đế chấp thuận lời tạ lỗi của Cừu Trì.
Năm 435, hoàng đế Phùng Hoằng của Bắc Yên [là nước bị Bắc Ngụy tấn công không ngớt] xin làm chư hầu của Lưu Tống để tìm kiếm hỗ trợ, và Văn Đế phong cho Phùng Hoằng là Yên vương. Tuy nhiên, Văn Đế không thể cung cấp hỗ trợ thực tế cho Bắc Yên, và Phùng Hoằng phải di tản nhà nước và chạy trốn đến Cao Câu Ly vào năm 436.
Khoảng thời gian này, một cuộc đấu tranh chính trị nội bộ bắt đầu phát triển trong phạm vi quản lý của Văn Đế. Ghen tị với việc Văn Đế ban quyền lực rất lớn cho Ân Cảnh Nhân, Lưu Trạm (劉湛) cố gắng bêu xấu Ân Cảnh Nhân, Lưu Trạm cố lấy lòng Lưu Nghĩa Khang để có thể dùng quyền lực của tể tướng nhằm trục xuất Ân ra khỏi triều đình. Ân Cảnh Nhân không sẵn sàng để tranh đấu với Lưu Trạm nên quyết định cáo bệnh xin từ nhiệm, song Văn Đế từ chối và chỉ cho Ân nghỉ phép dưỡng bệnh tại gia. Tuy nhiên, triều đình phân chia thành hai phe, một phe do Lưu Trạm đứng đầu và ủng hộ Lưu Nghĩa Khang, trong khi phe còn lại chống Lưu Nghĩa Khang.
Năm 436, Văn Đế bị bệnh rất nặng. Trong lúc dưỡng bệnh, Lưu Trạm thuyết phục Lưu Nghĩa Khang rằng nếu Văn Đế băng hà thì sẽ không còn một ai kiểm soát được Đàn Đạo Tế, và do đó Lưu Nghĩa Khang triệu hồi Đàn Đạo Tế [đang giữ chức tại Giang Châu (江州, nay là Giang Tây và Phúc Kiến)]. Sau khi Đàn Đạo Tế đến Kiến Khang, Văn Đế cảm thấy bệnh tình tiến triển theo chiều hướng tốt hơn và cho Đàn Đạo Tế trở về vị trí trấn thủ, song bệnh tình Văn Đế sau lại đột ngột xấu đi. Lúc này, Đàn Đạo Tế ở trên bến tàu để sẵn sàng khởi hành đi Giang Châu, Lưu Nghĩa Khang lại giả chiếu triệu Đàn Đạo Tế trở về Kiến Khang và cho bắt giữ. Lưu Nghĩa Khang và thuộc hạ nhân danh Văn Đế hạ chiếu thư khép Đàn Đạo Tế vào tội tụ tập bọn người xấu để toan làm phản rồi xử tội chết cùng với các con trai, song các cháu nội được tha. (Khi Đàn Đạo Tế bị bắt giữ, Đàn Đạo Tế phẫn nộ tột cùng, trợn mắt, lột khăn trên đầu ném xuống đất và nói một cách cay đắng, "Các ngươi đang phá hoại Vạn Lý Trường Thành của mình." Khi các tướng lĩnh Bắc Ngụy hay tin về việc Đàn Đạo Tế bị giết, họ vui mừng chúc tụng nhau. Các sử sách truyền thống giảm thiểu sự tham gia của Văn Đế đối với cái chết của Đàn Đạo Tế, nhưng các sự kiện tiếp theo cho thấy rằng Lưu Nghĩa Khang hành động với sự chấp thuận hoàn toàn của Văn Đế.)
Mùa xuân năm 437, Văn Đế nghiêm túc xem xét về đề nghị của Bắc Ngụy Thái Vũ Đế, đầu tiên là vào năm 431 và sau đó vào năm 433, rằng hai hoàng tộc nên có một mối quan hệ hôn nhân đặc biệt, theo đó sẽ một con gái của Văn Đế sẽ được gả cho Thái tử Thác Bạt Hoảng của Thái Vũ Đế. Văn Đế cử Lưu Hi Bá (劉熙伯) đến Bắc Ngụy để thương lượng về các điều khoản của cuộc hôn nhân. Tuy nhiên, ngay sau đó, vị công chúa này qua đời nên đề nghị này cũng bị ngưng lại.
Đến năm 437, Thục vương Trình Đạo Dưỡng cuối cùng bị bắt và bị giết chết, chấm dứt cuộc nổi loạn kéo dài bảy năm.
Năm 438, Văn Đế cho xây một học đường để khuyến khích các thư sinh học các tác phẩm nổi tiếng. Ông lập ra bốn môn học trong học đường này:
- Huyền học, do quan Hà Thượng Chi (何尚之) dạy
- Sử học, do quan Hà Thừa Thiên (何承天) dạy
- Văn học, do quan Tạ Nguyên (謝元) dạy
- Nho giáo, do ẩn sĩ Lôi Thứ Tông (雷次宗) dạy

Sử gia Tư Mã Quang, tác giả của Tư trị thông giám, bình luận về tình hình Lưu Tống vào thời điểm này:
[Văn] Đế là người nhân hậu và cung kiệm, siêng năng chính trực, tuân theo pháp luật, không chê bai thái quá và sẵn sàng đón nhận người khác, song ông cũng không buông lỏng họ. Các bá quan đều giữ chức trong một nhiệm kỳ dài. Thái thú các quận cùng các huyện lệnh đều có nhiệm kỳ sáu năm. Ông không nông nổi loại bỏ các quan chức khỏi vị trí của họ, và người dân có được cảm giác an toàn. Trong 30 năm trị vì, đế chế của ông ở trong trạng thái thái bình, dân cư tăng lên, và thuế được giới hạn ở một lượng thích hợp, không có thuế thêm. Đàn ông có thể dời nhà để trồng trọt trên đồng ruộng của mình vào ban ngày và trở về nhà để nghỉ ngơi vào buổi tối, không có lao động cưỡng bức, và họ cảm thấy toại nguyện. Có thể nghe thấy tiếng đọc sách trên khắp các miền quê. Những người đàn ông có học giữ gìn đức hạnh của mình, và thậm chí cả những người nông thôn cũng cảm thấy rằng bất cẩn là một điều hổ thẹn. Các phong tục ở khu vực phía nam Trường Giang là tốt đẹp nhất dưới thời ông trị vì. Trong những năm sau đó, khi thảo luận về những điều mà các chính quyền trước đó thực hiện được, tất cả đều khen ngợi về những năm Nguyên Gia [niên hiệu của Văn Đế].

Có thể thấy được sự chú ý của Văn Đế đến năng lực của các quan chức triều đình vào năm 439, khi đó, theo một chiếu chỉ mà Vũ Đế để lại thì các con trai của Vũ Đế sẽ luân phiên làm thứ sử Kinh Châu (theo độ tuổi), Nam Tiếu vương Lưu Nghĩa Tuyên (劉義宣) sẽ trở thành thứ sử Kinh Châu. Tuy nhiên, do Văn Đế tin rằng Lưu Nghĩa Tuyên bất tài, nên từ chối và bỏ qua hoàng đệ này để trao vị trí thứ sử cho một hoàng đệ khác có tài hơn là Hành Dương vương Lưu Nghĩa Quý (劉義季). (Bảy năm sau đó, sau cái chết của Lưu Nghĩa Quý, và do thúc giục mạnh mẽ từ hoàng tỉ là Hội Kê Tuyên trưởng công chúa Lưu Hưng Đệ (劉興弟), ông cuối cùng phong cho Lưu Nghĩa Tuyên làm thứ sử Kinh Châu, song chỉ bảo cho hoàng đệ này rất nhiều về việc quản lý châu.)
Tuy nhiên, đến năm 440, Lưu Nghĩa Khang [một phần lớn trong thành công của chính quyền Văn Đế có sự đóng góp của ông ta] bị Lưu Trạm xu nịnh rằng ông làm lu mờ sự khác biệt giữa quân và thần. Khi Văn Đế lại lâm bệnh, Lưu Trạm và các thuộc hạ của Lưu Nghĩa Khang là Lưu Bân (劉斌), Vương Lý (王履), Lưu Kính Văn (劉敬文), và Khổng Dận Tú (孔胤秀) bí mật âm mưu để Lưu Nghĩa Khang kế vị Văn Đế, chống lại ước nguyện của Văn Đế về việc Thái tử Thiệu kế vị và Lưu Nghĩa Khang phụ chính. Khi bệnh tình của Văn Đế tốt lên, ông bắt đầu nghi ngờ Lưu Nghĩa Khang muốn thoán nghịch. Vào mùa đông năm 440, Văn Đế ra lệnh quản thúc tại phủ đối với Lưu Nghĩa Khang, đồng thời bắt giữ và hành quyết Lưu Trạm và một số cộng sự khác của Lưu Nghĩa Khang. Sau đó, Văn Đế loại bỏ Lưu Nghĩa Khang khỏi vị trí trong triều đình và đưa đi làm làm thứ sử Giang Châu, và phục hồi quyền lực cho Ân Cảnh Nhân. Ông thay thế Lưu Nghĩa Khang bằng một hoàng đệ khác là Giang Hạ vương Lưu Nghĩa Cung (劉義恭), song Lưu Nghĩa Cung nhận thấy sẽ gặp nguy hiểm nếu nắm giữ quá nhiều quyền lực, nên cố ý không để liên quan nhiều đến việc ra quyết định thực tế. Cũng trong năm đó, Ân Cảnh Nhân qua đời và các trách nhiệm quan trọng được phân cho một vài quan chức.
Năm 441, Dương Nan Đương không sẵn lòng từ bỏ thèm muốn với Lương châu và Ích châu nên tấn công Lưu Tống. Văn Đế cử Bùi Phương Minh và một tướng khác là Lưu Chân Đạo (劉真道) đi đánh Cừu Trì, và đó là lần duy nhất mà Nam triều chiếm đóng Cừu Trì, diễn ra vào năm 442, buộc Dương Nan Đương phải chạy chốn đến Bắc Ngụy. Tuy nhiên, đến năm 443, lãnh địa Cừu Trì rơi vào tay Bắc Ngụy, Bùi Phương Minh và Lưu Chân Đạo bị xử tử vì biển thủ kho báu và ngựa từ Cừu Trì trong chiến dịch từ năm 441 đến 442.

## Thời kỳ trị vì cuối
Năm 445, trong bữa tiệc để tiễn hoàng đệ Lưu Nghĩa Quý đi nhậm chức thứ sử Nam Duyện Châu (南兗州, nay là trung bộ Giang Tô), Văn Đế lệnh cho các con trai không được ăn cho đến khi bữa tối được dọn ra, song cố ý để bữa ăn tối được dọn ra muộn khiến cho các con trai của ông bị đói, và rồi ông bảo với họ rằng, "Các con lớn lên trong một gia đình giàu có và không thấy những người dân nghèo. Trẫm dự định rằng việc để các con hiểu được sự đau khổ của việc bị đói sẽ khiến các con học được cách sống thanh đạm và quan tâm đến người dân." Việc này nói chung được các sử gia khen ngợi, song có một số người như Bùi Tử Dã (裴子野), người viết dẫn giải của Tống thư, lại cho rằng điều này là giả nhân giả nghĩa vì Văn Đế phong chức vụ cao cho các con ngay từ khi họ còn trẻ trong khi họ vẫn chưa được đào tạo thích hợp.
Sau bữa tiệc đó, một âm mưu bị cáo buộc có liên quan đến viên quan Phạm Diệp bị phơi bày, theo như cáo buộc thì Phạm Diệp âm mưu cùng với cháu trai là Tạ Tống (謝綜) và cựu Tán kỵ thị lang Khổng Hy Tiên (孔熙先) để ám sát Văn Đế vào tiệc tiễn Lưu Nghĩa Quý và sau đó lập Lưu Nghĩa Khang làm hoàng đế. Một trong các chủ mưu là cháu trai của Văn Đế tên là Từ Trạm Chi (徐湛之), sau khi nỗ lực ám sát thất bại hắn thông báo cho các đồng mưu khác, và ngoại trừ Từ Trạm Chi thì tất cả những kẻ chủ mưu khác đều bị hành quyết. (Sử gia Vương Minh Thịnh (王鳴盛) thì cho rằng đây là một cáo buộc sai trái, và tin rằng Phạm Diệp là nạn nhân của những lời vua cáo đến từ Từ, Dữu Bỉnh Chi (庾炳之) và Hà Thượng Chi.) Sau đó, Lưu Nghĩa Khang bị tước danh hiệu của mình và bị giáng làm thứ dân, và cũng bị quản thúc tại gia. (Một số người khác sau đó lại âm mưu đưa Lưu Nghĩa Khang lên ngôi, và đến năm 451, lo sợ rằng một âm mưu như vậy sẽ lại diễn ra trong lúc Bắc Ngụy xâm chiếm, Văn Đế bội ước lời hứa với hoàng tỉ Hội Kê Trưởng công chúa Lưu Hưng Đệ khi giết chết Lưu Nghĩa Khang.)
Năm 446, khi Bắc Ngụy phải đối mặt với một cuộc nổi loạn đến từ tộc Hung Nô do Cái Ngô (蓋吳) lãnh đạo, Văn Đế ban tước công và chức tướng cho Cái Ngô, song trên thực tế không cung cấp hỗ trợ quân sự cho Cái Ngô. Tuy nhiên, việc này chọc tức Bắc Ngụy Thái Vũ Đế, và sau khi Bắc Ngụy đàn áp được cuộc nổi loạn của Cái Ngô, mối quan hệ giữa hai triều trở nên xấu đi, đặc biệt là trong bối cảnh quân Bắc Ngụy tiến hành tấn công vào các châu Thanh (青州, nay là trung bộ và đông bộ Sơn Đông), Ký (冀州, nay là tây bắc bộ Sơn Đông), và Duyện (兗州, nay là tây bộ Sơn Đông) cũng trong năm đó.
Năm 449, Văn Đế chuẩn bị một chiến dịch thứ hai để khôi phục lại quyền kiểm soát đối với các châu Hà Nam, và nhiều bá quan văn võ gửi kế hoạch tác chiến, và trong đó kế hoạch của tướng Vương Huyền Mô (王玄謨) được Văn Đế đặc biệt tán đồng. Để chuẩn bị, Văn Đế di chuyển quân đồn trú và nguồn cung nhu yếu phẩm từ các châu nội địa đến các châu biên giới. Tuy nhiên, trước khi ông có thể mở chiến dịch, Bắc Ngụy Thái Vũ Đế tiến hành xâm lược vào mùa xuân năm 450, quân Bắc Ngụy bao vây Huyền Hồ (懸瓠, nay thuộc Trú Mã Điếm, Hà Nam) trong 42 ngày, và sau đó cả hai bên đều thiệt hại nặng, Thái Vũ Đế rút lui khi chưa chiếm được Huyền Hồ. Điều này khiến cho Văn Đế tin rằng sức mạnh quân sự của Bắc Ngụy bị suy yếu, và ông quyết định khởi động cuộc tấn công của mình vào năm 450, bất chấp phản đối của Lưu Khang Tổ (懸瓠) [người này cho rằng nên bắt đầu chiến dịch vào mùa xuân năm 451], Thẩm Khánh Chi (沈慶之) [người này phát biểu rằng Lưu Tống chưa ở trong trạng thái thích hợp để lao vào một cuộc chiến với Bắc Ngụy], Tiêu Tư Thoại, và Thái tử Thiệu.
Quân Lưu Tống dưới quyền chỉ huy của Tiêu Bân (蕭斌) và Vương Huyền Mô nhanh chóng chiếm được Nghiêu Ngao và Lạc An (樂安, nay thuộc Đường Sơn, Hà Bắc) do quân Bắc Ngụy bỏ hai thành này, quân Lưu Tống sau đó bao vây Hoạt Đài. Người Hán xung quanh Hoạt Đài ban đầu sẵn sàng ủng hộ chiến dịch của Lưu Tống, song Vương Huyền Mô ra lệnh cho họ phải nộp một lượng lớn quả lê, khiến dân chúng trở nên tức giận và quay sang chống lại Lưu Tống. Quân Lưu Tống do đó không thể nhanh chóng chiếm được Hoạt Đài. Đến mùa đông năm 450, Thái Vũ Đế vượt qua Hoàng Hà, quân của Vương tan rã và Vương buộc phải chạy về Nghiêu Ngao. Tiêu Bân vẫn dự định sẽ phòng thủ Nghiêu Ngao chống lại cuộc tấn công của Bắc Ngụy, song Thẩm Khánh Chi thuyết phục Tiêu Bân rằng đó là hành động vô ích, và bất chấp việc Văn Đế có lệnh bảo vệ Nghiêu Ngao, Tiêu Ban dẫn đại quân quay trở lại Lịch Thành (歷城, nay thuộc Tế Nam, Sơn Đông) để bảo tồn lực lượng. Trong khi đó, do thất bại của Vương Huyền Mô ở Hoạt Đài nên mặc dù tướng Liễu Văn Cảnh (柳文景) có thể chiếm được Đồng quan ở phía tây và đe dọa vùng Quan Trung của Bắc Ngụy, Văn Đế quyết định triệu hồi Liễu và do đó cũng từ bỏ các tiến bộ đạt được ở phía tây.
Để trả đũa cuộc tấn công của Lưu Tống, Thái Vũ Đế phát động một cuộc tấn công toàn lực chống lại các châu phía bắc của Lưu Tống. Cháu trai của Thái Vũ Đế là Thác Bạt Nhân (拓拔仁) nhanh chóng chiếm được Huyền Hồ và Hạng Thành (項城, nay thuộc Chu Khẩu, Hà Nam) và cướp phá trên đường đến Thọ Dương. Thái Vũ Đế tiến đến Bành Thành, song không thể vây hãm thành vì nó quá vững chắc; thay vào đó, ông ta tiến về phía nam, tuyên bố rằng sẽ vượt Trường Giang và phá hủy kinh thành Kiến Khang của Lưu Tống. Cả đại quân của Thái Vũ Đế và các đạo quân nhánh mà ông cử đi đều tiến hành tàn sát và đốt phá nghiêm trọng, khiến cho vùng Hoài Hà của Lưu Tống trở nên hoang tàn. Khoảng tết năm 451, Thái Vũ Đế đến Qua Bộ (瓜步, nay thuộc Nam Kinh, Giang Tô), đối diện với Kiến Khang qua Trường Giang, song vào lúc này Thái Vũ Đế lại đề xuất về vấn đề thông hôn, theo đó thì nếu Văn Đế gả một con gái của mình cho cháu nội của Thái Vũ Đế, Thái Vũ Đế sẽ sẵn lòng gả một con gái cho một con trai của Văn Đế là Lưu Tuấn (người khi đó đang trấn thủ Bành Thành), để thiết lập hòa bình lâu dài. Thái tử Thiệu ủng hộ đề xuất này, song Giang Đam (江湛) lại phản đối, và đề xuất thông hôn không được Lưu Tống chấp thuận. Vào mùa xuân năm 451, lo ngại rằng quân lính của mình quá căng thẳng và sẽ bị quân Lưu Tống đồn trú tại Bành Thành và Thục Dương tấn công ở phía sau, Thái Vũ Đế bắt đầu rút quân. Trên đường hành quân, do bị tướng Tang Chí (臧質) của Lưu Tống xúc phạm nên Thái Vũ Đế cho bao vây Hu Dị (盱眙, nay thuộc Hoài An, Giang Tô), và sau khi cả hai bên chịu thấy bại nặng nề, quân Bắc Ngụy nhanh chóng rút lui. Chiến dịch này làm suy yếu cả hai đế chế và chứng minh sự tàn ác của Thái Vũ Đế. Sử gia Tư Mã Quang quy các thất bại quân sự của Văn Đế cho phong cách chỉ huy của ông:
Mỗi lần [Văn] Đế cử tướng ra trận chiến, ông yêu cầu họ phải thực hiện theo kế hoạch tác chiến hoàn chỉnh mà ông soạn sẵn, và thậm chí cả ngày tháng tiến hành các trận chiến cũng cần có sự chấp thuận từ hoàng đế. Do đó, các tướng đều do dự và không thể đưa ra quyết định độc lập. Hơn nữa, những binh lính phi thường trực bị gọi nhập ngũ không được đào tạo, và họ xông lên ồ ạt khi chiến thắng và chạy toán loạn khi bị đánh bại. Đây là hai lý do vì sao ông thất bại, và từ thời điểm này trở đi, quốc gia ở trong tình trạng suy thoái, và sự cai trị của Nguyên Gia đang suy sụp.

Như một sử gia khác là Thẩm Ước chỉ ra, Văn Đế noi theo kế sách quân sự của Hán Quang Vũ Đế, song thiếu khả năng chỉ huy quân đội giống như Hán Quang Vũ Đế, và do đó không thể soạn thảo các kế hoạch đúng theo cách mà Quang Vũ Đế thực hiện.
Năm 452, sau khi hay tin rằng Bắc Ngụy Thái Vũ Đế bị một hoạn quan tên là Tông Ái (宗愛) ám sát, Văn Đế chuẩn bị cho một chiến dịch mới, giao cho tướng Tiêu Hi Hoa cầm quân, song vẫn không nhận ra rằng cách quản lý vi mô của mình góp phần rất lớn vào các thất bại trước đây. Nhưng sau khi cánh quân do Trương Vĩnh (張永) chỉ huy bị thất bại tại Kiều Áo, ông từ bỏ chiến dịch.
Trong khi đó, bản thân Văn Đế phải đối mặt với một cuộc khủng hoảng trong hoàng tộc. Ông khám phá ra rằng Thái tử Thiệu và một người con trai khác là Thủy Hưng vương Lưu Tuấn (có Hán tự khác với Lưu Tuấn đề cập ở trên), bí mật thuê pháp sư tên là Nghiêm Đạo Dục (嚴道育) để yểm cho Văn Đế chết [để cho Thái tử Thiệu có thể đăng cơ]. Văn Đế mặc dù tức giận song chỉ khiến trách mạnh mẽ các con trai và không dự định có các hành động trừng phạt hơn nữa. Tuy nhiên, đến năm 453, hy vọng các con trai sẽ tự sửa đổi bản thân của Văn Đế tan vỡ khi ông phát hiện ra họ vẫn tiếp tục liên kết với Nghiêm Đạo Dục ngay cả sau khi bị trách mắng. Do đó, Văn Đế thảo luận với các đại thần cao cấp gồm Từ Đam Chi, Giang Đam, và Vương Tăng Xước (王僧綽) về kế hoạch phế truất Thái tử Thiệu và buộc Lưu Tuấn phải tự vẫn. Tuy nhiên, ông mắc phải sai lầm khi thảo luận về các kế hoạch với mẹ của Lưu Tuấn là Phan thục nghi, và Phan thục nghi nhanh chóng thông tin cho Lưu Tuấn, Tuấn lại báo cho Thái tử Thiệu. Ngày Giáp Tý tháng 2 năm Quý Tị (16 tháng 3 năm 453), Thái tử Thiệu tiến hành chính biến, cử cận binh của mình siết chặt hoàng cung và cử thân tín là Trương Siêu Chi (張超之) ám sát Văn Đế. Khi Trương Siêu Chi vào phòng ngủ của Văn Đế với một thanh kiếm, các cận binh của Văn Đế đang ngủ, và Văn Đế cố gắng giữ một chiến bàn nhỏ để chống trả Trương Siêu Chi. Tuy nhiên, nhát kiếm đầu tiên của Trương cắt đứt các ngón tay của Văn Đế, và nhát kiếm sau đó giết chết Văn Đế. Sau một số rối loạn, Lưu Thiệu cũng giết chết Từ Đam Chi và Giang Đam, rồi vu cáo rằng Từ và Giang ám sát Văn Đế. Lưu Thiệu sau đó đăng cơ, song cũng trong năm đó ông ta bị đánh bại rồi bị giết dưới tay một hoàng đệ khác là Vũ Lăng vương Lưu Tuấn (có Hán tự khác với Lưu Tuấn liên minh với Lưu Thiệu), Lưu Tuấn lên ngôi, tức là Hiếu Vũ Đế.
Lưu Thiệu ban đầu truy thụy hiệu cho cha là Cảnh Đế (景帝) và truy miếu hiệu là Trung Tông (中宗). Sau khi Hiếu Vũ Đế đăng cơ, đổi thụy hiệu thành Văn Đế và đổi miếu hiệu thành Thái Tổ (太祖).

## Gia đình
- Cha
  - Vũ Đế
- Mẹ
  - Hồ Đạo An (胡道安),bị xử tử khi con mới 3 tuổi, truy Văn Chương thái hậu
- Hậu phi
  - Hoàng hậu Viên Tề Quy (袁齊媯)
  - Lộ Huệ Nam (路惠男)
  - Thẩm Dung Cơ (沈容姬)
  - Phan thục phi
  - Ngô thục nghi
  - Cao tu nghi
  - Giang tu nghi
  - Ân tu hoa
  - Trần tu dung
  - Tào tiệp dư
  - Tạ dung hoa
  - Dương tu nghi
  - Hình mĩ nhân
  - Thái mĩ nhân
  - Đổng mĩ nhân
  - Nhan mĩ nhân
  - Trần mĩ nhân
  - Tuân mĩ nhân
  - La mĩ nhân
  - Tưởng mĩ nhân
- Hậu duệ
  - Hoàng tử:
    - Nguyên Hung Lưu Thiệu (劉劭), (424-453) Viên Tề Quy sinh, giết cha cướp ngôi, bị Hiếu Vũ Đế Lưu Tuấn giết cùng các con trai
    - Thủy Hưng vương Lưu Tuân (劉濬) (429-453), Phan thục nghi sinh, tham gia phản loạn với Lưu Thiệu, bị giết cùng các con trai
    - Hiếu Vũ Đế Lưu Tuấn (劉駿) (430-464), Lộ Huệ Nam sinh, hoàng đế thứ năm của nhà Lưu Tống, truyền ngôi cho con là Tiền Phế Đế, sau khi con trai là Lưu Tử Huân nổi dậy chống Minh Đế thất bại năm 466, toàn bộ hậu duệ còn lại của Hiếu Vũ Đế đều bị giết.
    - Nam Bình Mục vương Lưu Thước (劉鑠) (431-453), Ngô thục nghi sinh, bị Hiếu Vũ Đế đầu độc vì thân cận Lưu Thiệu, ba con trai bị Tiền Phế Đế sát hại năm 465.
    - Lư Lăng Chiêu vương Lưu Thiện (劉紹) (432-452), Cao tu nghi sinh, mất sớm, không con
    - Cánh Lăng vương Lưu Đản (劉誕) (433-459), Ân tu hoa sinh, nổi loạn năm 459 thất bại, bị giết cùng con trai
    - Kiến Bình Tuyên Giản vương Lưu Hoành (劉宏) (434-45̈8), Tào tiệp dư sinh, mất sớm, con trai Lưu Cảnh Tố (452-476) kế thừa, năm 476 nổi loạn chống Hậu Phế Đế thất bại và bị giết.
    - Đông Hải vương Lưu Huy (劉褘) (436-470), Trần tu dung sinh, âm mưu đoạt ngôi Minh Đế, bị buộc tự sát. Con trai Liu Chongming (451-478) bị lưu đày, không con
    - Nghị Dương vương Lưu Sưởng (劉昶) (436-497), Tạ dung hoa sinh, đào thoát sang Bắc Ngụy năm 465 sau khi nổi loạn thất bại chống Tiền Phế Đế, là hậu duệ duy nhất của nhà Lưu Tống còn sống sau khi nhà Lưu Tống bị đoạt ngôi. Sinh con trai Lưu Thừa Tự. Cháu là Lưu Văn Viễn, Lưu Huy. Năm 523, Lưu Huy chết, nhà họ Lưu suy đồi.
    - Vũ Xương vương Lưu Hồn (劉渾) (439-455), Giang tu nghi sinh, bị Hiếu Vũ Đế ban chết vì phản loạn.
    - Minh Đế Lưu Úc (劉彧) (439-472), Thẩm Dung Cơ sinh, toàn bộ con trai bị nhà Nam Tề giết hại.
    - Kiến An vương Lưu Hưu Nhân (劉休仁) (433-471), Dương tu nghi sinh, bị Minh Đế ban chết do nắm quá nhiều quyền lực. Hai con trai Lưu Bá Hiến (458-476) và Lưu Bá Dung bị Hậu Phế Đế giết năm 476 sau cuộc phản loạn của anh họ là Lưu Cảnh Tố (lý do vì là anh em họ lớn tuổi hơn Hậu Phế Đế)
    - Sơn Dương vương Lưu Hưu Hựu (劉休祐) (455-471), Hình mĩ nhân sinh, bị Minh Đế sát hại khi đi săn năm 471. Có 13 con trai, năm 479 bị nhà Nam Tề tàn sát toàn bộ.
    - Hải Lăng vương Lưu Hưu Mậu (劉休茂) (445-461), Thái mĩ nhân sinh, nổi loạn chống Hiếu Vũ Đế nhưng thất bại và bị giết.
    - Bà Dương Ai vương Lưu Hưu Nghiệp (劉休業) (445-456), Đổng mĩ nhân sinh, mất sớm.
    - Lâm Khánh Xung vương Lưu Hưu Thiến (劉休倩) (446-454), Nhan mĩ nhân sinh, mất sớm.
    - Tân Dã Hoài vương Lưu Di Phụ (劉夷父) (447-452), Trần mĩ nhân sinh, mất sớm
    - Quế Dương vương Lưu Hưu Phạm (劉休範) (448-474), Tuân mĩ nhân sinh, là hoàng tử duy nhất của Văn Đế còn sống ở Nam triều sau khi Minh Đế chết. Nổi loạn chống Hậu Phế Đế thất bại và bị giết.
    - Ba Lăng Ai vương Lưu Hưu Nhược (劉休若) (448-471), La mĩ nhân sinh, bị Minh Đế giết năm 471. Con trai bị giết khi nhà Nam Tề đoạt ngôi.

  - Công chúa
    - Đông Dương Hiến công chúa Lưu Anh Nga (劉英娥), Viên Tề Quy sinh
    - Hải Diêm công chúa, Tưởng mĩ nhân sinh
    - Trường Thành công chúa, lấy Tạ Vĩ (謝緯)
    - Lâm Xuyên Trưởng công chúa Lưu Anh Viện (劉英媛), lấy Vương Tảo (王藻)
    - Hoài Dương Trưởng công chúa, lấy Giang Bằng (江憑)
    - Tân Thái công chúa Lưu Anh Mị (劉英媚), sau lấy cháu là Tiền Phế Đế
    - Nam Dương công chúa, lấy Từ Hằng Chi (徐恆之)
    - Lang Tà Trinh Trưởng công chúa, lấy Trữ Thụ (褚授)
    - Nam quận Hiến công chúa, lấy Trử Uyên (褚淵)
    - Tầm Dương công chúa, lấy Si Diệp (sinh Si Huy, hoàng hậu của Lương Vũ Đế)
    - Lư Giang công chúa, lấy Trữ Trừng (褚澄)